# Neon Bible
Neon Bible je drugi studijski album kanadskog indie rock sastava Arcade Fire, objavljen u ožujku 2007. u izdanju Merge Records.Originalno najavljen 16. siječnja 2006. na službenoj internetskoj stranici sastava, većina albuma snimljena je u crkvi koju je sastav kupio i renovirao.
Neon Bible bio je najuspješniji album Arcade Firea debitiravši na Billboard 200 na drugoj poziciji. Objavljen u roku od mjesec dana kad i slična izdanja The Shinsa (Wincing the Night Away) i Modest Mousea (We Were Dead Before the Ship Even Sank), Neon Bible je naveden kao primjer popularizacije indie rocka. Kritike albuma bile su uglavnom pozitivne. Publikacije kao što su NME i IGN hvalili su album zbog njegove grandiozne prirode, dok su Rolling Stone i Uncut pisali kako je rezultirao udaljenim i prenapuhnutim zvukom.

## Produkcija
Nakon izdanja Funerala, koji je snimljen u potkrovlju studija poznatog kao Hotel2Tango, Arcade Fire je odlučio kako je potrebna stalna snimateljska lokacija. Nakon turneje na kojoj je promoviran Funeral, sastav je kupio Petite Église u Farnhamu u Quebecu. U vrijeme otkupa korišten kao kafić, Petite Église je nekad bila crkva i masonski hram. Kad je renovacija crkve bila gotova, sastav je ondje proveo zadnji dio 2006. snimajući većinu albuma. Kasnije su snimali u Budimpešti, gdje su angažirani mađarski orkestar i vojni muški zbor. Osim toga, snimanje se odvijalo i u New Yorku, gdje je sastav snimao uz Hudson River kako bi bio blizu vode.
Snimivši toliko različitih, i ponekad konfliktnih, ideja za svaku pjesmu, odlučeno je kako bi za miksanje dobra ideja bila dovesti nekoga drugoga. Sastav je poslao snimke nekolicini miksera/producenata da eksperimentiraju s njima i nakon što je odlučio kako su najbolje ideje one Nicka Launaya, pozvao ga je u svoj studio kako bi zajedno doradili pjesme. Launay je mjesec dana surađivao s tehničarom i koproducentom albuma Marcusom Straussom na miksanju svake pjesme, a sastav je redovito navraćao iz Montreala kako bi procijenio njihov napredak. U intervjuu za HitQuarters, Launay je opisao proces miksanja "zabavnom stvari".

### Kompozicija
Počevši rad na Neon Bible odmah nakon sjevernoameričke turneje kojom je promoviran prvi album sastava, Funeral, tekstopisac Win Butler, rođen u Sjedinjenim Državama koji je nekoliko godina živio u Kanadi, rekao je kako je smatrao da promatra rodnu zemlju iz perspektive stranca. Album vuče korijene iz americana tema, dok su kao utjecaji navedeni Bob Dylan, Bruce Springsteen i Elvis Presley.
Arcade Fire je isprva počeo sa snimanjem onoga što će postati "Black Mirror" i preradom pjesme s EP-a Arcade Fire "No Cars Go". Kad je donesena odluka o imenu albuma, sastav je dodatnu inspiraciju crpio nakon što su, prema riječima Willa Butlera, "na YouTubeu gledali dosta TV propovjednika i shema za brzo bogaćenje." Sastav je kao središnje motive albuma odlučio koristiti ocean i televiziju, a Butler je rekao kako slike oceana simboliziraju nedostatak kontrole; Butler je za televiziju rekao:
Te se ideje reflektiraju u aranžmanu i kompoziciji albuma, što je dovelo do uzvišenog i disonantnog zvuka. Kako bi postigao takav zvuk, sastav je koristio nestandardne instrumente; osim orkestra i zbora, album uključuje instrumente kao što su orguljice, mandolina, harmonika i crkvene orgulje. Win Butler je izjavio kako je u začetku albuma htio ogoljeniji zvuk, ali su pjesme zahtijevale dodatnu instrumentalizaciju.

### Omot
Omot albuma je fotografija neonskog znaka kojeg je sastav koristio na turneji. Rolling Stone proglasio je omot jednim od pet najboljih u godini. AOL Music naveo je omot kao primjer umjetnika koji "umjetničko djelo održava živim". Tracy Maurice i François Miron za omot su osvojili nagradu Juno za najbolji dizajn omota CD/DVD-a. Butler je u intervjuu rekao da je naziv albuma potekao od njega jer ga je privukla slika, a ne iz romana Johna Kennedyja Toolea The Neon Bible.

## Promocija
Ponajviše zbog haićanskog podrijetla članice sastava Régine Chassagne, sastav je tijekom svoje povijesti pokušavao podići potporu i svijest za socioekonomske probleme u Haitiju. 26. prosinca 2006. poduprli su haićansku dobrotvornu organizaciju Partners in Health objavivši pjesmu "Intervention" na iTunesu i doniravši prihod od njene prodaje. Međutim, slučajno su uploadali "Black Wave/Bad Vibrations", pjesmu koja dolazi nakon "Intervention" na Neon Bible. Iako je pjesma brzo uklonjena kad je problem otkriven, internetski korisnici ubrzo su je proširili na raznim peer-to-peer mrežama. Butler je na svojem blogu napisao, "Mislim da je prilično šarmantno da možemo poslati krivu pjesmu cijelom svijetu jednim klikom miša... Pa dobro."
28. prosinca 2006., sastav je odobrio slušateljima da poslušaju njihov prvi singl, "Black Mirror", nazivajući broj (866) NEON-BIBLE, uz predbroj 7777. Pjesma je 6. siječnja 2007. objavljena i na službenoj internetskoj stranici sastava. Sljedećeg dana, sastav je preko videa na YouTubeu otkrio mnoštvo informacija o albumu. Video, u kojem su se nalazili brojni zvučni isječci s nadolazećeg albuma i u kojem se pojavio gitarist Richard Reed Perry, otkrio je popis pjesama s albuma, datum objavljivanja i izdavačku kuću.
2. veljače 2007., svi tekstovi s albuma objavljeni su na stranici sastava.
U listopadu 2007., Arcade Fire je kreirao internetsku stranicu beonlineb.com na kojoj je bio prikazan datum 6. listopada. Nakon nagađanja o čemu stranica govori, uključujući glasine o novom materijalu ili izravnog prijenosa koncerta, kasnije je otkriveno da se radi o spotu za "Neon Bible", s licem i rukama Wina Butlera. "Neon Bible" je bila prva pjesma s albuma koja je imala popratni spot.

### Turneja
Arcade Fire je počeo promotivnu turneju u siječnju i veljači 2007., održavši niz koncerata u crkvama i drugim manjim okupljalištima u Ottawi, Montrealu, Londonu i New Yorku. Uslijedila je europska turneja s 23 koncerta u ožujku i na početku travnja, iako je posljednjih devet termina otkazano zbog bolesti. Prva etapa sjevernoameričke turneje započela je 26. travnja u San Diegu i 28. travnja na Coachella Valley Music and Arts Festivalu te je sadržavala 26 koncerata. Na toj su etapi kao predgrupe nastupali The National, St. Vincent i Electrelane. Sastav je zatim 22. lipnja započeo europsku etapu s 11 koncerata na Glastonbury Festivalu prije povratka u Sjevernu Ameriku za još deset koncerata gdje ih je podržavao LCD Soundsystem. Turneja Neon Bible nastavila se s još 14 datuma u Europi između 25. listopada i 19. studenog, te šest datuma počevši s 18. siječnja u Australiji i Novom Zelandu u sklopu festivala Big Day Out. Turneja je zatim završila nakon još tri koncerta od 7. veljače u Japanu.

## Prijem
U usporedbi s debitantskim albumom sastava, Funeral, Neon Bible je doživio instantni komercijalni uspjeh. Tijekom prvog tjedna izdanja, debitirao je na prvom mjestu u Kanadi i Irskoj, te na drugoj poziciji u Sjedinjenim Državama, Ujedinjenom Kraljevstvu i Portugalu. U SAD-u ispred Neon Bible bila je samo kompilacija najvećih hitova Notorious B.I.G.-a, a u Britaniji Yours Truly, Angry Mob Kaiser Chiefsa. CRIA mu je u ožujku 2007. dodijelila zlatnu certifikaciju.
Nakon objavljivanja, Neon Bible je zaradio uglavnom pozitivne recenzije, stekavši sedmi najbolji rezultat 2007. na Metacriticu. Recenzent NME-a Mark Beaumont komentirao je kako je album "uzbudljiva momolitna ploča u sjajnoj tradiciji melodičnog transatlantskog glamour rocka". Kyle Ryan iz The A.V. Cluba interpretirao je album kao komentar američkog post-9/11 svijeta, rekavši da "sastav naizgled šalje svjetlosne signale drugim razumnim ljudima prisiljenima na bijeg u podzemlje od ludosti svijeta." Derek Miller iz Stylusa vidio je album na sličan način, rekavši da, iako se album dotiče tema "nasilja, paranoje, lažnosti sitnog rada, poziva na rat organiziranih religija" sastav ide do točke u kojoj "tematika prijeti obuzdavanjem pjesama".
IGN, ocijenivši album s 8,9 od 10, napisao je da se "sviranje općenito čini povezanijim i više kohezivnijim" te da je album album "grandiozan projekt, pun zanosnog entuzijazma i ukusnog izobilja". Druge su se publikacije složile, ali istaknule kako su to negativne osobine. David Fricke iz Rolling Stonea napisao je kako je bio iznenađen da tako velik sastav može "tako često zvučati distancirano", dodavši da je "rezultat je raskošni zvuk koji iskri samo na rubovima, ostavljajući Butlera samog u sredini". Međutim, Rolling Stone ga je uvrstio na četvrto mjesto u izboru najboljih albuma godine.
Neon Bible je bio finalist na dodjeli glazbene nagrade Polaris 2007., ali je izgubio od Close to Paradise Patricka Watsona. Neon Bible je bio nominiran i za Grammy za najbolji album alternativne glazbe. U prosincu 2007. je završio na četvrtoj poziciji u NME-ovom izboru najboljih albuma godine, četvrtoj u popisu najboljih albuma godine Rolling Stonea te je proglašen albumom godine u izboru časopisa Q. Album je 2008. osvojio nagradu Juno za najbolji alternativni album godine.

### Priznanja
| Publikacija         | Izbor                             | Pozicija |
| ------------------- | --------------------------------- | -------- |
| Billboard           | Albumi godine u izboru uredništva | 2        |
| Blender             | Albumi godine                     | 2        |
| NME                 | Albumi godine                     | 4        |
| Pitchfork Media     | Albumi godine                     | 27       |
| The Onion A.V. Club | Albumi godine u izboru uredništva | 1        |
| Q                   | Albumi godine                     | 1        |
| Rolling Stone       | Albumi godine                     | 4        |
| Spin                | Albumi godine                     | 2        |
| Village Voice       | Albumi godine                     | 5        |

## Popis pjesama
Tekstovi i glazba: Arcade Fire. 
| 1.    | »Black Mirror«                  | 4:13 |
| 2.    | »Keep the Car Running«          | 3:29 |
| 3.    | »Neon Bible«                    | 2:16 |
| 4.    | »Intervention«                  | 4:19 |
| 5.    | »Black Wave/Bad Vibrations«     | 3:57 |
| 6.    | »Ocean of Noise«                | 4:53 |
| 7.    | »The Well and the Lighthouse«   | 3:56 |
| 8.    | »(Antichrist Television Blues)« | 5:10 |
| 9.    | »Windowsill«                    | 4:16 |
| 10.   | »No Cars Go«                    | 5:43 |
| 11.   | »My Body Is a Cage«             | 4:47 |
| 47:03 |                                 |      |

## Zasluge
Arcade Fire (miksanje, produkcija, aranžmani):
- Will Butler
- Win Butler
- Régine Chassagne – orkestralni aranžmani (pjesme 1, 2, 10)
- Jeremy Gara
- Tim Kingsbury
- Sarah Neufeld
- Richard Reed Parry

Ostalo osoblje:
- Mélanie Auclair – čelo
- Hadji Bakara – efekti
- Owen Pallett – violina, orkestralni aranžmani (pjesme 1, 2, 10)
- Liza Rey – harfa
- Markia Anthony Shaw – viola

- Limena glazba: Pietro Amato, Edith Gruber, Margaret Gundara, Jake Henry, Laurent Ménard, Geoffrey Shoesmith, Colin Stetson, Andreas Stolzfus, Jacob Valenzuela, Martin Wenk
- Vokali: Shauna Callender, Joanne Degand, Chantel Gero, Tasha Gero, Jean Sherwood

- Peter F. Drucker – dirigent zbora
- István Silló – dirigent orkestra

### Tehničko osoblje
- Frank Arkwright – mastering
- Scott Colburn – tehničar
- Markus Dravs – tehničar, mikser (pjesme 3, 5)
- Nick Launay – mikser (pjesme 2, 4, 6–9, 11)
- Jean Luc Della Montagna – asistent produkcije
- Mark "Spike" Stent – miksanje (pjesme 1, 10)

- Ostali asistenti: François Chevallier, Alex Dromgoole, Dave Emery, Doctor Brian A. Evans, Mike Feuerstack, Tommy Hough, James Hanna Ogilvy

- Christophe Collette – fotografija
- Katherine Cram – koordinacija
- Olivier Groulx – web dizajn
- Csaba Lokös – agent orkestra
- Tracy Maurice – redatelj, omot, dizajn paketa
- François Miron – direktor fotografije
- Renata Morales – dizajn kostima
- Vincent Morisset – web dizajn
- Michael Paert – koordinacija, montaža

## Ljestvice i certifikacije
| Ljestvica              | Naj. poz. |
| ---------------------- | --------- |
| Australija             | 7         |
| Austrija               | 25        |
| Belgija (Flandrija)    | 5         |
| Belgija (Valonija)     | 17        |
| Danska                 | 11        |
| Finska                 | 5         |
| Francuska              | 9         |
| Irska                  | 1         |
| Kanada                 | 1         |
| Meksiko                | 75        |
| Nizozemska             | 13        |
| Norveška               | 3         |
| Novi Zeland            | 20        |
| Njemačka               | 11        |
| Portugal               | 2         |
| SAD                    | 2         |
| Španjolska             | 14        |
| Švedska                | 16        |
| Švicarska              | 23        |
| Ujedinjeno Kraljevstvo | 2         |

| Zemlja                 | Certifikacija | Naklada |
| ---------------------- | ------------- | ------- |
| Kanada                 | platinasta    | 100.000 |
| Ujedinjeno Kraljevstvo | zlatna        | 100.000 |